# Cibernético

Octavio López Arreola (né le 12 avril 1975 à Aguascalientes, dans l'État de Mexico) est un catcheur (lutteur professionnel) mexicain mieux connu sous le nom de Cibernético qui travaillait auparavant à la Asistencia Asesoría y Administración ou il a été une fois champion du monde poids lourds de la AAA.

## Carrière

### Asistencia Asesoría y Administración (1995-2009)
Lors de Rey De Reyes 2008, il bat El Mesías et remporte le AAA Mega Championship. Lors de TripleMania XVI, il conserve son titre contre El Zorro. Lors de Verano de Escandalo 2008, il conserve son titre contre Chessman.

### World Wrestling Federation (1996–1997)
Lors du Royal Rumble 1997, il participe au royal rumble match où il rentre en 15e position mais sans succès en se faisant éliminer par Pierroth, Jr. et Mil Máscaras en 9e position.

### Asistencia Asesoría y Administración (2009-2015)
Le 26 septembre, ils reforment avec Chessman  le groupe "Los Hell Brothers" avec Averno comme nouveau membre et redevient un rudo. En Février 2015, ils rejoignent "La Sociedad". Lors de Verano de Escándalo, ils battent Los Psycho Circus (Monster Clown, Murder Clown et Psycho Clown) et Holocausto (Electroshock, Hijo de Pirata Morgan et La Parka Negra) et remportent les AAA World Trios Championship. Le 9 novembre, il annonce son départ de la AAA.

### Lucha Libre Elite (2015-...)
Il fait ses débuts à la fédération le 15 novembre en attaquant Carístico. Il a ensuite formé une autre version des "Los Hell Brothers" avec Black Warrior, Mephisto et Sharlie Rockstar, l'ancien Charly Manson,. Le 21 mai 2016, il devient le premier Elite Heavyweight Champion.

### Retour à la CMLL (2018-...)
Lors de CMLL 85th Anniversary Show, ils battent Los Guerreros Laguneros (Euforia, Gran Guerrero et Último Guerrero) et remportent les CMLL World Trios Championship.

## Palmarès
- Asistencia Asesoría y Administración
  - 3 fois AAA Campeón de Campeones Championship
  - 1 fois AAA Mega Champion
  - 1 fois AAA Parejas Increibles Tag Team Championship Avec Konnan
  - 1 fois AAA World Trios Championship avec Averno et Chessman
  - 1 fois GPCW SUPER-X Monster Championship
  - 1 fois IWC World Heavyweight Championship
  - 1 fois Mexican National Heavyweight Championship
  - Copa Antonio Peña (2009)
  - Rey de Reyes (1999)

- Consejo Mundial de Lucha Libre
  - 1 fois CMLL World Trios Championship avec The Chris et Sharlie Rockstar

- International Wrestling Revolution Group
  - Guerra de Empresas (2012) – avec La Parka

- Lucha Libre Elite
  - 1 fois Elite Heavyweight Championship (actuel)

- Pro Wrestling Illustrated
  - Classé 32e sur 500 dans le classement en 2008

- Universal Wrestling Association
  - 1 fois UWA World Heavyweight Championship

- World Wrestling Association
  - 1 fois WWA World Heavyweight Championship